# ترانزاوشن

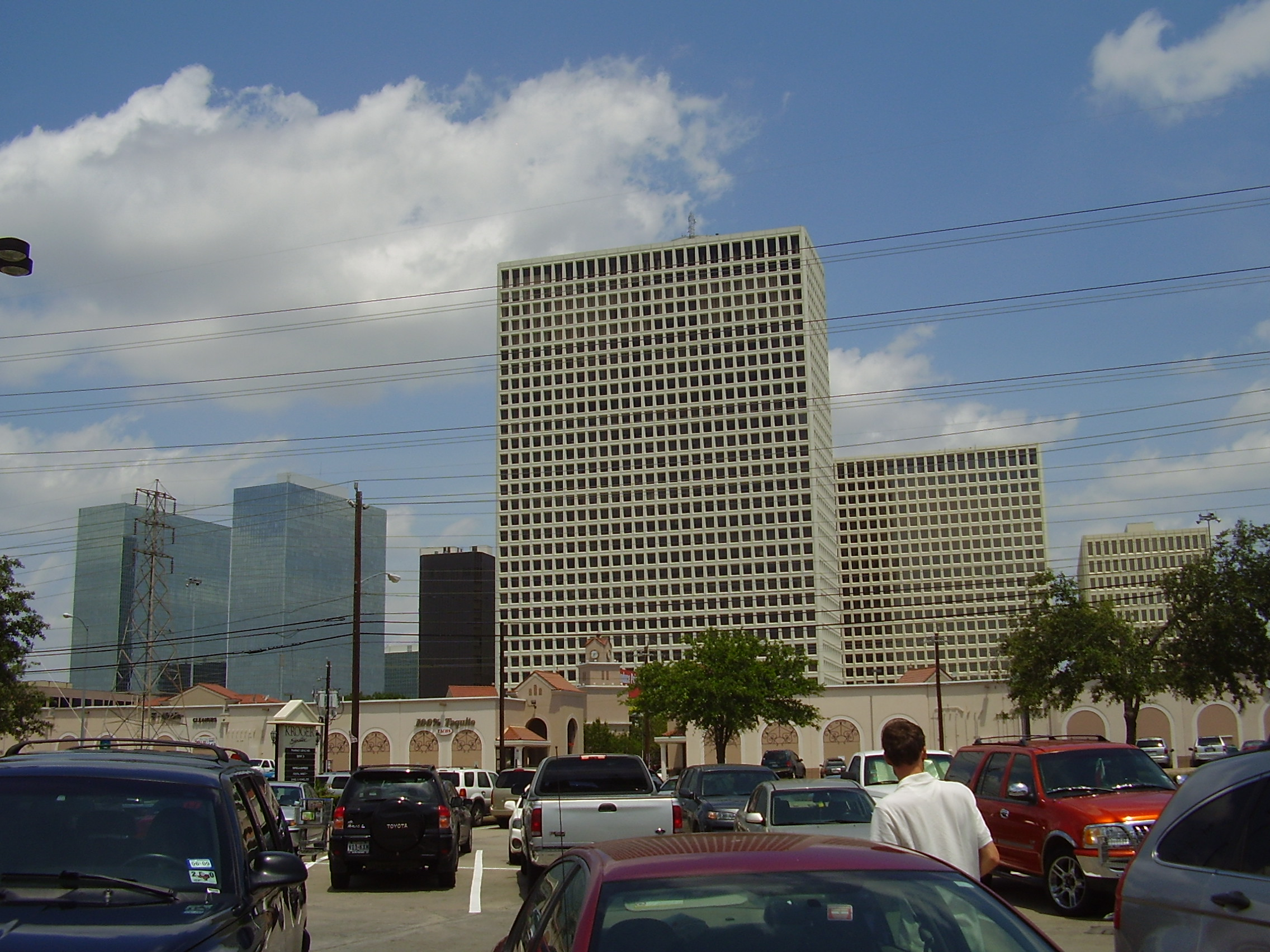
ساختمان اداری ترانزاوشن، شعبه ایالات متحده، هیوستون

ترانزاوشن (به انگلیسی: Transocean) شرکت حفاری سوئیسی است، که یکی از بزرگترین شرکت‌های حفاری دریایی در جهان به‌شمار می‌آید. شرکت ترانزاوشن در واقع یک شرکت پیمانکار خدمات حفاری می‌باشد، که سکوهای شناور و نیمه‌شناور حفاری، به همراه تجهیزات و پرسنل متخصص را به شرکت‌های نفت و گاز اجاره می‌دهد.
دفتر مرکزی شرکت ترانزاوشن در شهر ورنیه، ایالت ژنو، سوئیس قرار دارد. بخشی از سهام این شرکت در بازارهای بورس نیویورک و بورس سیکس سوئیس معامله می‌شود.

## تاریخچه

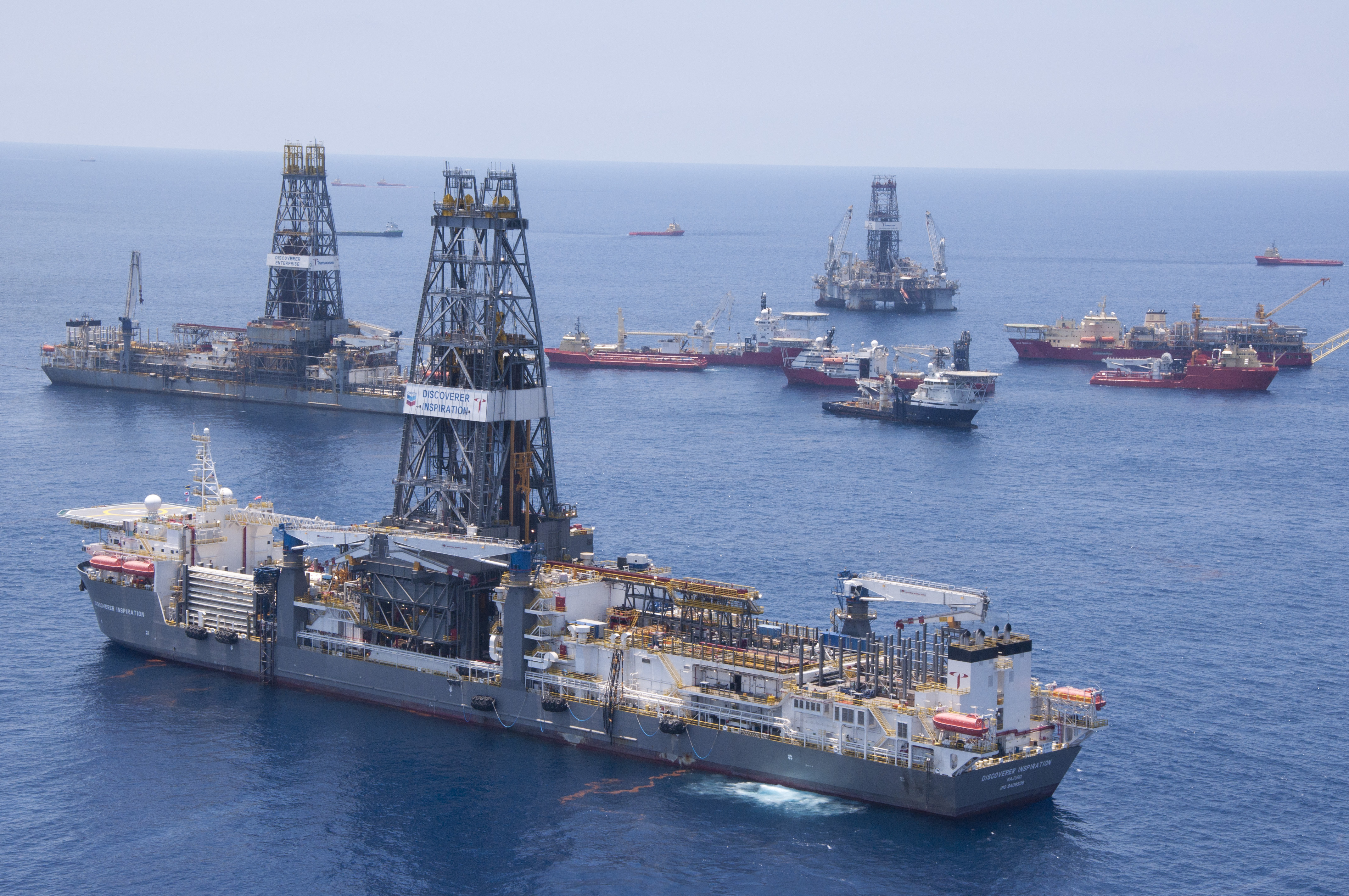
شناور حفاری ترانزاوشن، در حال حفاری در خلیج مکزیک

ریشه‌های تأسیس شرکت سوئیسی ترانزاوشن، به سال ۱۹۵۳ بازمی‌گردد. در این سال شرکت اس‌ان‌جی (SNG) در بیرمنگام، آلاباما تأسیس شد.
بخش حفاری دریایی این شرکت که امروزه عملیاتی‌ترین بخش این شرکت می‌باشد، پس از بدست آوردن شرکت حفاری دلونگ-مک‌درموت راه‌اندازی شد. شرکت دلونگ-مک‌درموت؛ از خریداری و سپس ادغام شرکت مهندسی دلونگ و شرکت جی. ری مک‌درموت در سال ۱۹۵۴ تأسیس شد. در همان سال، اولین مته جک-آپ حفاری توسط این شرکت، راه‌اندازی و در خلیج مکزیک بکار گرفته شد.
در سال ۱۹۶۷ ترانزاوشن به صورت یک شرکت عمومی درآمد. در سال ۱۹۷۸ بخش حفاری دریایی از شرکت جدا شد و به عنوان یک شرکت تابعه از شرکت اس‌ان‌جی ثبت گردید.

## ترانزاوشن آاس‌آ
در سال ۱۹۹۶ شرکت ترانزاوشن با مبلغ ۱٫۵ میلیارد دلار، شرکت نروژی ترانزاوشن آاس‌آ (انگلیسی: Transocean ASA) را خریداری نمود.
این شرکت در دهه ۱۹۷۰ میلادی در قالب یک شرکت صید نهنگ، فعالیت خود را آغاز کرد و بعدها با ادغام چندین شرکت نروژی که در زمینه حفاری دریایی فعالیت می‌کردند، شرکت ترانزاوشن آاس‌آ نیز وارد این کارزار شد. پس از خریداری ترانزاوشن آاس‌آ ۲ شرکت با هم ادغام شدند، سپس نام شرکت به ترانزاوشن تغییر یافت.

## آر&بی فالکون
در سال ۲۰۰۰ ترانزاوشن شرکت آر&بی فالکون (انگلیسی: R&B Falcon) را با مبلغ ۱۷٫۷ میلیارد دلار خریداری نمود. این شرکت در زمینه حفاری فراساحلی فعالیت می‌کند و در سال ۱۹۹۷ در شهر تالسا اوکلاهما، ایالات متحده تأسیس شد.
پس از این ادغام، شرکت ترانزاوشن به عنوان بزرگترین شرکت حفاری دریایی از نظر دارا بودن تجهیزات حفاری، شناخته می‌شود.

## گلوبال‌سانتافه
در تاریخ ۲۳ ژوئیه ۲۰۰۷ ترانزاوشن، با ۱۷ میلیارد دلار، شرکت گلوبال‌سانتافه (انگلیسی: GlobalSantaFe) را خریداری کرد. این دو شرکت تا پیش از ادغام، به عنوان بزرگترین اپراتورهای حفاری در جهان شناخته می‌شدند.
اعضای هیئت مدیره شرکت ترانزاوشن اندکی پس از بدست آوردن شرکت گلوبال‌سانتافه، تصمیم به ادغام شرکت‌ها گرفتند، سپس در تاریخ ۲۷ نوامبر ۲۰۰۷ دو شرکت با هم ادغام شدند.

## فعالیت‌ها

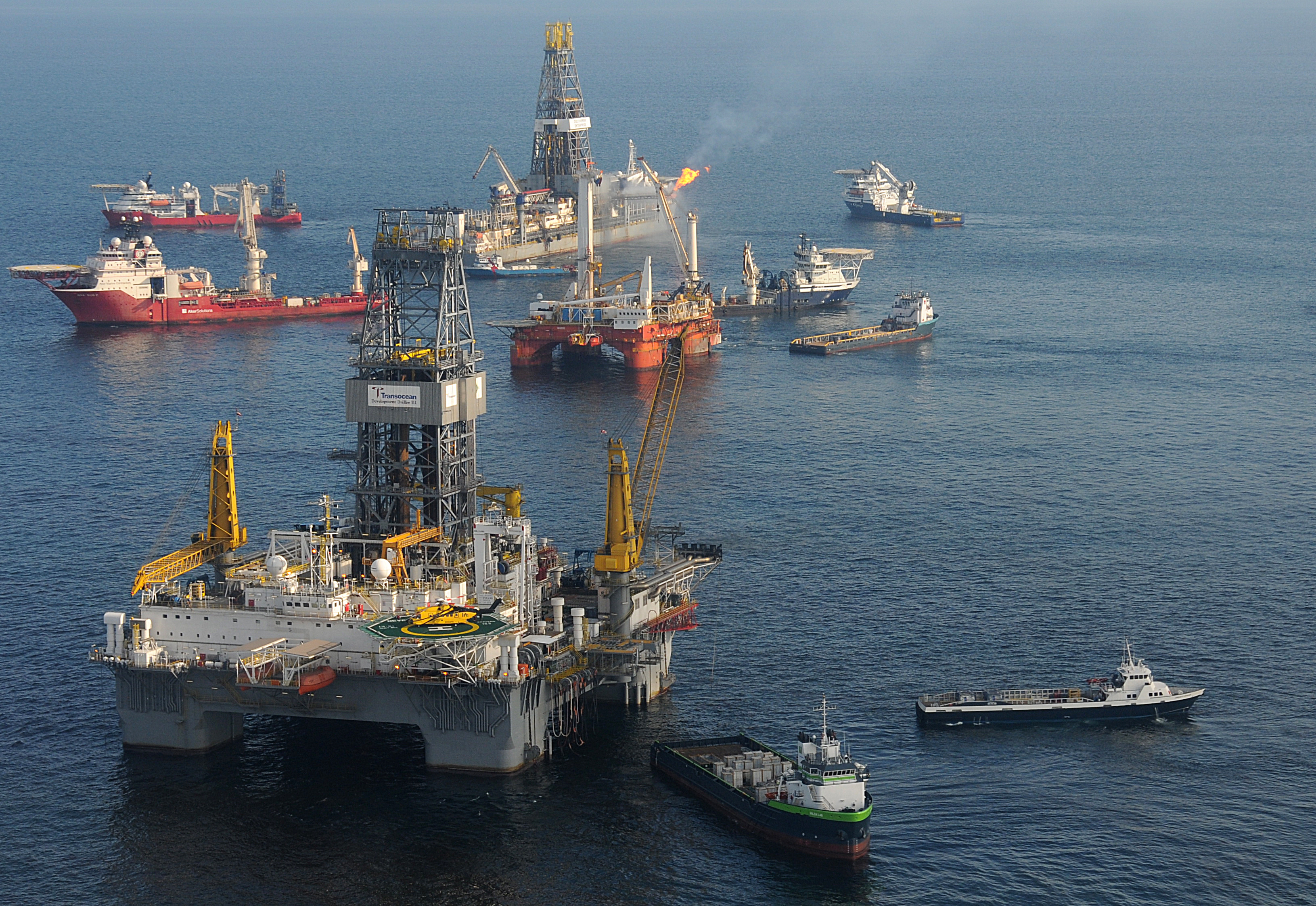
دریلر۳، سکوی نیمه‌شناور حفاری، متعلق به ترانزاوشن. این سازه، توانایی حفاری تا عمق ۱۱٫۴۰۰ متر در آب‌های عمیق را دارد

شرکت ترانزاوشن یک شرکت خدمات حفاری می‌باشد، که سکوهای شناور و نیمه شناور حفاری، به همراه تجهیزات، ماشین‌آلات و پرسنل متخصص در این زمینه را به شرکت‌های نفت و گاز در سراسر جهان اجاره می‌دهد.
در سال ۲۰۱۰ به‌طور متوسط نرخ روزانه چنین سازه‌ای، به همراه کلیه تجهیزات، معادل ۲۸۲٬۷۰۰ برآورد شده‌است. نرخ روزانه شناورهای حفاری آب‌های عمیق شرکت ترانزاوشن بیش از ۶۵۰ هزار دلار است، که توانایی حفاری در اعماق اقیانوس‌ها، از عمق ۳ هزار متر، تا ۱۱ هزار متر را دارا می‌باشد.
تعداد کارکنان شرکت ترانزاوشن، بیش از ۱۸ هزار نفر است، که در دفاتر و شعبه‌های مختلف این شرکت در سرتاسر جهان فعالیت می‌نمایند. در حال حاضر این شرکت دارای ۱۳۵ واحد حفاری دریایی و ۲ سکوی نیمه‌شناور آب‌های عمیق می‌باشد.
شرکت سوئیسی ترانزاوشن امروزه نزدیک به نیمی از پلتفرم‌ها و سکوهای نیمه شناور حفاری در آب‌های عمیق جهان را در اختیار دارد. این شرکت به‌عنوان یکی از بزرگترین شرکت‌های ارائه‌دهنده خدمات نفت و گاز در جهان محسوب می‌شود.

## انتقال به سوئیس
در اکتبر ۲۰۰۸ هیئت مدیره این شرکت انتقال ترانزاوشن به کشور سوئیس را تأیید نمودند. در تاریخ ۹ دسامبر ۲۰۰۸ سهامداران این شرکت نیز به سوئیس انتقال پیدا کردند. سپس در ۱۹ دسامبر ۲۰۰۸ روند انتقال بخش اداری شرکت ترانزاوشن؛ از جزایر کیمن، به سوئیس و دفتر مرکزی آن، از هیوستون به ورنیه، سوئیس آغاز شد.
در حال حاضر دفتر مرکزی شرکت ترانزاوشن در شهر ورنیه، ایالت ژنو، سوئیس قرار دارد.
این شرکت همچنین در ۲۰ کشور دارای شعبه بوده، که دفاتر بین‌المللی آن در کشورهای ایالات متحده، نروژ، اسکاتلند، برزیل، اندونزی و مالزی مستقر می‌باشند.